# Brendan Smith (lední hokejista)
Brendan Smith (* 8. února 1989 Toronto) je kanadský profesionální hokejista. V současné době hraje za Dallas Stars v NHL. V roce 2007 byl draftován Detroitem z celkového 27. místa. Před draftem se stal finalistou Ceny Hobeyho Bakera (Hobey Baker Memorial Award).

## Klubové statistiky
| Sezona      | Klub                  | Soutěž      | Základní část | Základní část | Základní část | Základní část | Základní část | Play off | Play off | Play off | Play off | Play off |
| Sezona      | Klub                  | Soutěž      | Z             | G             | A             | B             | TM            | Z        | G        | A        | B        | TM       |
| ----------- | --------------------- | ----------- | ------------- | ------------- | ------------- | ------------- | ------------- | -------- | -------- | -------- | -------- | -------- |
| 2010–11     | Grand Rapids Griffins | AHL         | 63            | 12            | 20            | 32            | 124           | —        | —        | —        | —        | —        |
| 2011–12     | Detroit Red Wings     | NHL         | 14            | 1             | 6             | 7             | 13            | —        | —        | —        | —        | —        |
| 2011–12     | Grand Rapids Griffins | AHL         | 57            | 10            | 24            | 34            | 90            | —        | —        | —        | —        | —        |
| 2012–13     | Detroit Red Wings     | NHL         | 34            | 0             | 8             | 8             | 36            | 14       | 2        | 3        | 5        | 10       |
| 2012–13     | Grand Rapids Griffins | AHL         | 32            | 5             | 15            | 20            | 49            | —        | —        | —        | —        | —        |
| 2013–14     | Detroit Red Wings     | NHL         | 71            | 5             | 14            | 19            | 68            | 5        | 0        | 0        | 0        | 8        |
| 2014–15     | Detroit Red Wings     | NHL         | 76            | 4             | 9             | 13            | 68            | 5        | 0        | 0        | 0        | 6        |
| 2015–16     | Detroit Red Wings     | NHL         | 63            | 3             | 12            | 15            | 62            | 3        | 0        | 1        | 1        | 0        |
| 2016–17     | Detroit Red Wings     | NHL         | 33            | 2             | 3             | 5             | 34            | —        | —        | —        | —        | —        |
| 2016–17     | New York Rangers      | NHL         | 18            | 1             | 3             | 4             | 29            | 12       | 0        | 4        | 4        | 20       |
| 2017–18     | New York Rangers      | NHL         | 44            | 1             | 7             | 8             | 69            | —        | —        | —        | —        | —        |
| 2017–18     | Hartford Wolf Pack    | AHL         | 11            | 0             | 2             | 2             | 8             | —        | —        | —        | —        | —        |
| 2018–19     | New York Rangers      | NHL         | 63            | 4             | 9             | 13            | 71            | —        | —        | —        | —        | —        |
| 2019–20     | New York Rangers      | NHL         | 62            | 3             | 5             | 8             | 71            | 3        | 0        | 0        | 0        | 4        |
| 2020–21     | New York Rangers      | NHL         | 48            | 5             | 5             | 10            | 73            | —        | —        | —        | —        | —        |
| 2021–22     | Carolina Hurricanes   | NHL         | 45            | 4             | 4             | 8             | 36            | 14       | 1        | 3        | 4        | 12       |
| 2022–23     | New Jersey Devils     | NHL         | 60            | 0             | 5             | 5             | 63            | 3        | 0        | 1        | 1        | 12       |
| 2023–24     | New Jersey Devils     | NHL         | 63            | 5             | 10            | 15            | 61            | —        | —        | —        | —        | —        |
| NHL celkově | NHL celkově           | NHL celkově | 694           | 38            | 100           | 138           | 754           | 59       | 3        | 12       | 15       | 72       |
| AHL celkově | AHL celkově           | AHL celkově | 163           | 27            | 61            | 88            | 271           | —        | —        | —        | —        | —        |